# Riksänkedrottningens livregemente till häst

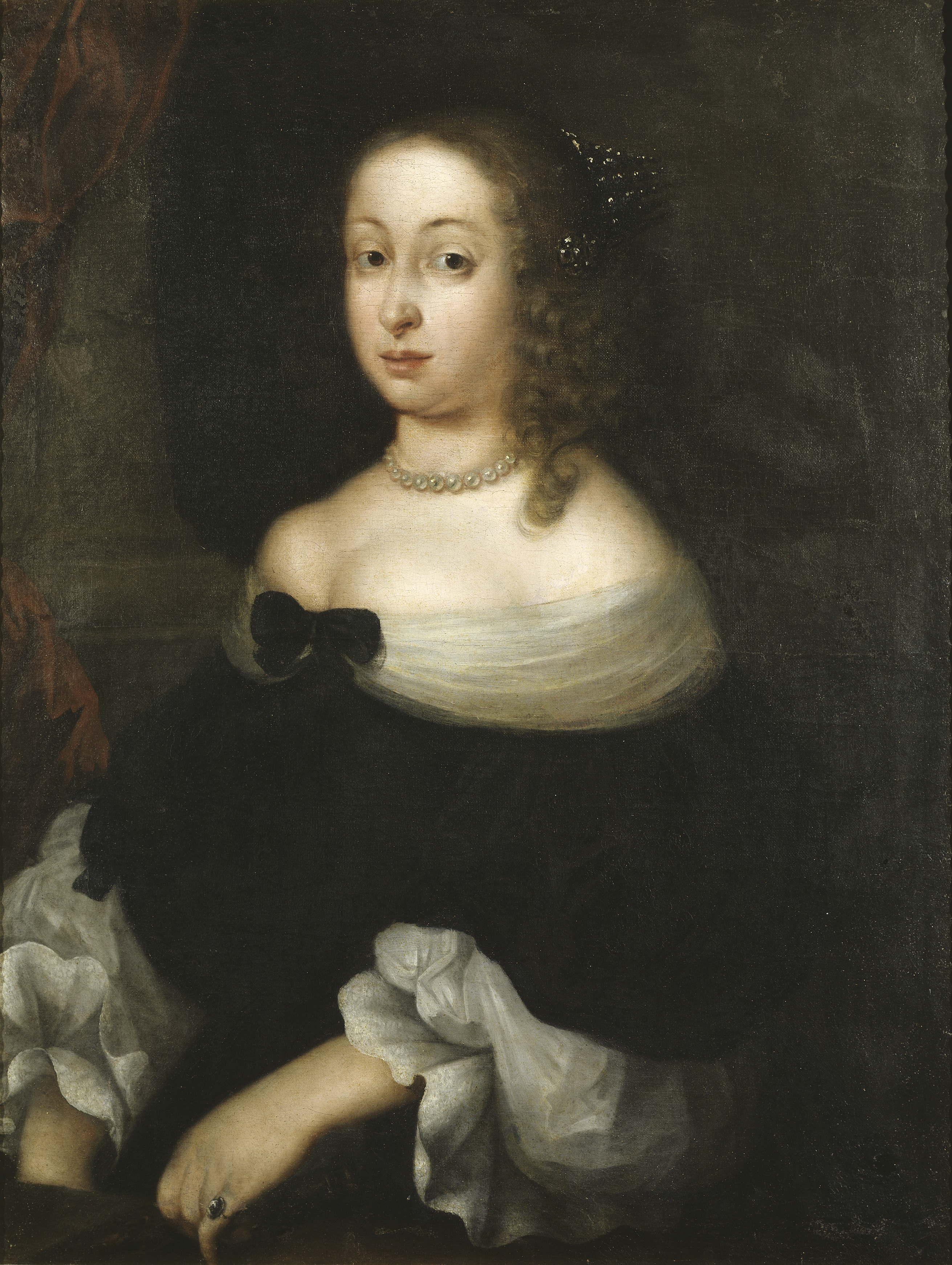
Hedvig Eleonora, 1636-1715, drottning av Sverige

Riksänkedrottningens livregemente till häst var ett kavalleriförband inom svenska armén som verkade i olika former åren 1661–1720. Förbandet hade sitt chefsboställe på Kastellegården i Ytterby.

## Historia
Regementet bildades den 5 maj 1661 under namnet Bohus-Jämtlands kavalleribataljon. Förbandet var ett kavalleri- och en dragonavdelning och omfattade två kompanier à 150 man. År 1670 avskiljdes de jämtska kompanierna, vilka bildade Jämtlands kavallerikompani. Genom den nya organisation antogs namnet Bohusläns kavallerikompani.
År 1674 antogs namnet Riksänkedrottningens livregemente till häst, efter Hedvig Eleonora av Holstein-Gottorp. efter att regementschefen överste Rutger von Ascheberg fått order om att värva ett komplett kavalleriregemente i södra Bohuslän och Halland.
År 1685 inroterades hela det så kallade Warbergs län eller norra Halland jämte några därtill gränsande socknar till rusthåll för fyra kompanier av det här och i Bohuslän indelta Änkedrottningens livregemente till häst. Denna inrotering verkställdes av generalguvernören greve Rutger von Ascheberg och assessorn P. Cronhielm, men granskades, förbättrades och stadfästades av konung Karl XI själv vid generalmönstringen i lägret vid Kongsbacka den 10 september 1689. 
Den 21 december 1720 delades Riksänkedrottningens livregemente till häst i två delar där norra "bohuslänska" skvadronen sammanslogs med Bohusläns dragonbataljon och bildade det nya regementet Bohusläns kavalleri- och dragonregemente. Den södra "halländska" bataljonen kom att överföras till båtsmanshållet.

Då både Rutger von Ascheberg och hans son Christian Ludvig von Ascheberg var chefer för regementet under en längre tid har det av åtskilliga författare efteråt blivit felaktigt benämnt Aschebergs regemente eller Aschebergska regementet.

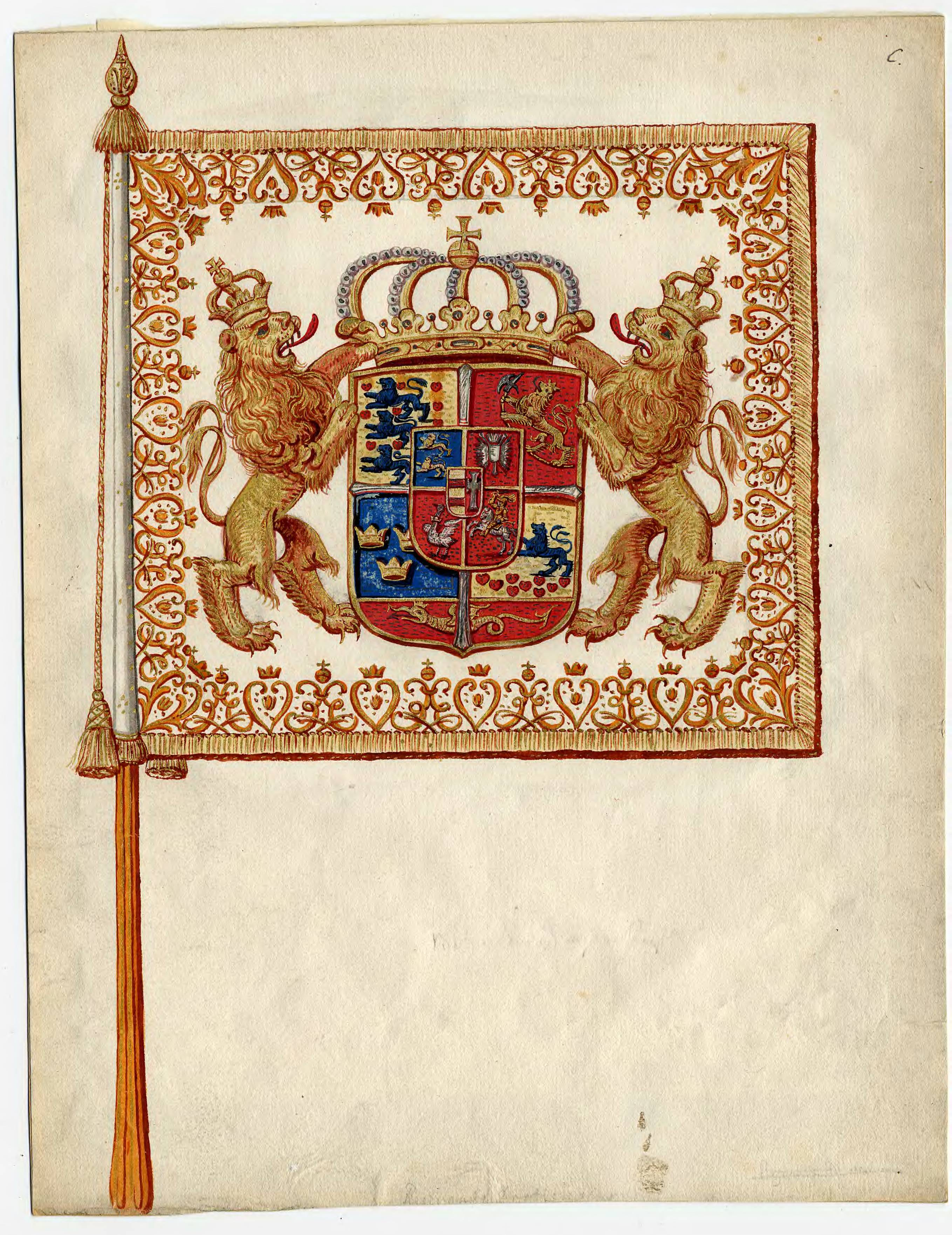
Ritning till fana för Riksänkedrottningens livregemente till häst.

## Ingående enheter
- Första kompaniet bestående av 100 man. Ryttmästare: överstelöjtnanten greve Gustaf Adolph Ascheberg. Vid indelningen av detta boställe var frågan om Warbergs Ladugård eller Lindhoff. Löjtnant: Gustaf Soop, hade till boställe Munkaskog Per Nilsgård 1 m. kr. i Tvååker socken. Kornett: Knut Uggla, boställe Kråketorp, And. Nilsgården 1 m. kr. i Sällstorps socken. Predikant: Carsten Reuter, boställe Trönninge Torsten And:g ½ m. kr. Lindbergs socken. Kvartermästare: Swen Falk, boställe Apelvik Börje Andersg. 1 m. kr. i Träslöfs socken. Mönsterskrivare: Constant Falk, boställe Gamla Kjöpstad Björn Herlacsgård 1 m. kr. i Träslöfs socken. Barberare: Georg Carolli boställe Trönninge Helge Olsgård 1 m. kr. i Lindbergs socken.

- Andra kompaniet bestående av 100 man. Ryttmästare: Fredr, von Köhler, boställe Hammargård Måns Persg. 1 m. kr. i Hanhals socken. Löjtnant: Börje Fickenbom, boställe Hassungared Lund Bengt. Jönsg. 1 m. kr. i Lindome socken. Kornett: Jonas Wulff, boställe Grisebo 1 m. i Elfsåkers socken. Kvartermästare: Vallentin Johan von Köhler, boställe Högsered And. Larsg. 1 m. kr. i Lindome socken. Mönsterskrivare: Hans Kall, boställe Pilagård Björn Persg. 1 m. kr. i Hanhals socken.

- Tredje kompaniet bestående av 100 man. Ryttmästare: Carl Lejonram, boställe Stora och Lilla Lahall 1½ m. kr. i Wärö socken. Löjtnant: Jakob Bundy, boställe St. Bafwared 1 m. kr. i Gällinge socken. Kornett: Jakob Wulff, boställe Harshult 1 m. kr. i Förlanda socken. Kvartermästare: Carl Olander, boställe Stockared, Jon Jonasg. 1 m. kr. i Gällinge socken. Mönsterskrivare: Swen Wenbo, boställe Backa Tore Hansg. ¾ kr. i Wärö socken.

- Fjärde kompaniet bestående av 100 man. Ryttmästare: Georg Liljehök, boställe Munkagård Olof Rasmundsg. 1 m. kr. i Morup socken. Löjtnant: Jonas Schoug, boställe Wallby Jöns Larsg. 1 m. kr. i Alfshögs socken. Kornett: Berent Agrell, boställe Lastad Bengts Andersg. 1 m. kr. i Ljungby socken. Kvartermästare: Hans Ek, boställe Sällstorp Per Andg. 8/9 m. kr. i Alfshögs socken. Mönsterskrivare: Algot Hulting, boställe Espelund Bengt Bengtsg. 5/6 m. kr. i Morups socken.

## Förbandschefer
Förbands- och regementschefer verksamma vid förbandet åren 1661–1720.

- 1661–1670: Börje Månsson Skeckta [1]
- 1674–1693: Rutger von Ascheberg
- 1694–1714: Christian Ludvig von Ascheberg  (tillfångatagen)
- 1714–1716: Daniel Bildt (Tf.)
- 1716–1720: Samuel Wallenstierna

## Namn och förläggning
| Kungl Bohus-Jämtlands kavalleribataljon     | 1661-09-05 | – | 1670-??-?? |
| Kungl Bohusläns kavallerikompani            | 1670-??-?? | – | 1674-??-?? |
| Riksänkedrottningens livregemente till häst | 1674-??-?? | – | 1720-12-20 |

| Kastellegården (F) | 16??-??-?? | – | 1720-??-?? |